# فيديريكو ميراندا
فيديريكو ميراندا (بالإسبانية: Federico Miranda)‏ هو عازف قيثارة كوستاريكي، ولد في 20 يناير 1976 في سان خوسيه في كوستاريكا.